# Procanace pninae
Procanace pninae är en tvåvingeart som beskrevs av Wayne N. Mathis och Amnon Freidberg 1991. Procanace pninae ingår i släktet Procanace och familjen Canacidae.
Artens utbredningsområde är Kenya. Inga underarter finns listade i Catalogue of Life.